# Addicted to You (chanson d'Avicii)
Pour les articles homonymes, voir Addicted to You.
Singles de Avicii
Hey Brother
(2013) Lay Me Down
(2014)
Pistes de True
Hey Brother
(04) Dear Boy
(06)
Addicted to You est une chanson du DJ suédois Avicii écrite par lui-même, Ash Pournouri, Mac Davis et Josh Krajcik. Chantée par Audra Mae, elle est présente sur l'album True (2013) dont elle est le 4e single.

## Clip
Le vidéoclip dévoilé le 14 février 2014, a été tourné durant 6 jours, de décembre à janvier. C'est l'histoire d'un couple de braqueuses qui va connaître une fin tragique. Le duo lesbien est joué par Hedda Stiernstedt (la blonde) et Madeleine "Minou" Martin (la brune). Cette histoire étant inspirée de Bonnie et Clyde.